# Erich Wilhelm Edmund Schwartze
Erich Wilhelm Edmund Schwartze (* 30. Dezember 1810 in Hamburg; † 22. Februar 1885 ebenda) war ein deutscher Richter und Politiker.
Schwartze war der Sohn des Kaufmanns und späteren Kämmereischreibers Gabriel Gerhard Schwartze und dessen Ehefrau Maria Anna, geborene Amsinck. Er war lutherischer Konfession und heiratete am 28. März 1837 in Hamburg-St. Michaelis Augusta Kunhardt (* 13. September 1834 in Hamburg; † 28. August 1868 ebenda) die Tochter des promovierten Arztes Georg Friedrich Kunhardt.
Schwartze studierte Rechtswissenschaften und wurde 1833 in Göttingen zum Dr. jur. promoviert. 1833 wurde er Advokat in Hamburg und war daneben 1842 bis 1847 Protokollführer der Rats- und Bürgerdeputation für den Wiederaufbau der eingeäscherten Stadtteile. 1847 bis 1860 war er Ratssekretär in Hamburg und dort 1848 bis 1853 für das Ressort Vormundschaftssachen, 1852 bis 1860 für die Kanzlei und 1853 bis 1860 für das Obergericht zuständig. 1861 bis 1877 war er Obergerichtsrat und 1877 bis 1879 Obergerichtspräsident. 1879 trat er in den Ruhestand.
1850 war er Mitglied im Volkshaus des Erfurter Unionsparlaments. 